# モリソン号事件

モリソン号

モリソン号事件（モリソンごうじけん、英: Morrison Incident）は、1837年（天保8年）7月30日、アメリカ合衆国の商船「モリソン号」を日本の砲台が砲撃した事件。
鹿児島湾、浦賀沖に現れたアメリカのオリファント商会の商船「モリソン号」をイギリス軍艦と勘違いし、薩摩藩および浦賀奉行太田資統は異国船打払令に基づき砲撃を行った（江戸湾で砲撃を命ぜられたのは小田原藩と川越藩）。
しかし、このモリソン号にはマカオで保護されていた日本人漂流民の音吉・庄蔵・寿三郎ら7人が乗っており、モリソン号はこの日本人漂流民の送還と通商・布教のために来航していたことが1年後に分かり、異国船打払令（外国船打払令）に対する批判が強まった。